# Comune di Høje-Taastrup
Høje-Taastrup è un comune danese situato nella regione di Hovedstaden. Capoluogo e sede amministrativa è la cittadina omonima.

## Amministrazione

### Gemellaggi
- Ängelholm
- Oldenburg
- Spotorno
- Szigetszentmiklós
- Valmiera